# Patrice Lesparre
Œuvres principales
- Série Les Haut-Conteurs
- Série Les Héritiers de l'aube
- Mérovingiens : Les royaumes naissent de l'ombre

Patrice Lesparre, également connu sous le nom de Patrick  McSpare, né le 7 mai 1964 à Bordeaux, est un romancier, scénariste et dessinateur français de bande dessinée.

## Biographie
Patrice Lesparre a travaillé dans diverses revues BD (Pif Gadget, Spécial Zembla, Mustang, Rodéo, Kiwi, Captain Swing, Power Mania, Strange) et a également été storyboarder pour des pièces de théâtre. Il est auteur-compositeur-interprète au sein de ses deux groupes rock.
Sous le nom de plume Patrick McSpare, il a écrit Les Haut-Conteurs, une série jeunesse de médiéval-fantastique avec son ami Olivier Peru.
Le premier tome de cette série a reçu le prix des Incorruptibles 5°/4° en 2011/2012 et le prix Elbakin.net du Meilleur roman fantasy francophone Jeunesse 2011,.

## Œuvres

### SérieLes Héritiers de l'aube
1. Le Septième Sens, Scrineo, 2013  (ISBN 978-2-36740-077-8)[5]
2. Des profondeurs, Scrineo, 2014  (ISBN 978-2-36740-147-8)
3. Hantise, Scrineo, 2014  (ISBN 978-2367401867)

#### Nouvelle
- Le mal caché, ActuSF, 2015  (ISBN 9782917689851)Dans l'anthologie Trolls et Légendes. A lire après le tome 2, Des profondeurs.

### SérieLes Haut-Conteurs
Cette série est coécrite avec Olivier Peru.
1. La Voix des Rois, Scrineo, 2010  (ISBN 978-2-9534-9540-9)
2. Roi Vampire, Scrineo, 2011  (ISBN 978-29534-9543-0)
3. Cœur de Lune, Scrineo, 2011  (ISBN 978-2-9197-5502-8)
4. Treize damnés, Scrineo, 2011  (ISBN 978-2-919755-06-6)
5. La Mort noire, Scrineo, 2012  (ISBN 978-2-9197-5590-5)
  - Les Haut-Conteurs Origines : Le Songe maudit, Scrineo, 2017  (ISBN 978-2-36740-548-3)

### SérieTotem Tom
1. Nécropolis, Gulf Stream, 2019  (ISBN 978-2-35488-691-2)
2. Ex nihilo, Gulf Stream, 2019  (ISBN 978-2-35488-705-6)
3. Trinité, Gulf Stream, 2021  (ISBN 978-2-35488-788-9)

### SériePré-mortem
1. Mourir de vivre, Leha, 2021  (ISBN 979-10-97270-44-5)

### Romans indépendants
- Comtesse Bathory, Panini, coll. « Eclipse », 2013  (ISBN 978-2-8094-3383-8)[6]
- Victor London : L'Ordre Coruscant, Scrineo, 2015  (ISBN 978-2-3674-0359-5)
- Aelfic, Scrineo jeunesse, 2017  (ISBN 978-2-36740-499-8)
- Mérovingiens : Les royaumes naissent de l'ombre, Pygmalion, 2017  (ISBN 9782756419039)
- Harley King, détective de l'invisible : là où pleurent les âmes, Scrineo, 2018  (ISBN 978-2-36740-636-7)
- Le Testament de Charlemagne, Bragelonne, 2021  (ISBN 979-10-281-1672-9)
- Cœur de lion, Bragelonne, 2022  (ISBN 979-10-281-2060-3)

### Nouvelles
- Master and Servants, nouvelle publiée dans l'anthologie Dimension supers pouvoirs (Textes réunis par Jean-Marc Lainé), Rivière Blanche, 2013[7].
- Le Mal caché , nouvelle publiée dans Trolls et légendes, l’anthologie officielle, éditions ActuSF, 2015
- La Maison des araignées, nouvelle publiée dans l'anthologie Dans l'ombre, éditions Elenya, 2016  (ISBN 979-10-92512-40-3)
- L'Inv-ind, nouvelle publiée dans l'ouvrage Darryl Ouvremonde, Termites factory, 2016
- Selanka, nouvelle publiée  dans l'anthologie Légendes abyssales, éditions Mythologica, 2016
- Kroak, nouvelle publiée dans l'ouvrage l’anthologie du salon fantastique 2017, éditions Elenya, 2017

### Albums de bande dessinée
- Patrice Lesparre  (scénario et dessin) Dharkold, Semic Pockets, 2003
- Patrice Lesparre (scénario), Chris Malgrain (dessin), Les Apatrides. Tome 1 -  Au premier chant des étoiles, Dante, 2008[8]
- Patrice Lesparre (scénario et dessin) Sup'Héros no 1, Organic Comix, 2011
- Jean-Marc Lainé (scénario), Patrice Lesparre (dessin)'Ozark, Hexagon Comics, 2012
- Patrice Lesparre (scénario), Chris Malgrain (dessin), Chris Lacroix (couleurs), Les Apatrides. Tome 1 (réédition), Paris, Indeez éditions, 2012, sous le titre Aujourd'hui la Terre, demain l'univers  (ISBN 979-10-91063-02-9), puis nouvelle réédition en 4 volumes par l'éditeur WEBellipses - INDEEZ), 2012[9]
- Patrice Lesparre (scénario), Nicolas Demare (dessin), Digikore studios (couleurs), Oracle. Tome 4, Le malformé, Toulon, Soleil Productions, 2014  (ISBN 978-2-302-04264-3)[10]
- Patrice Lesparre (scénario), Roberto Jorge Viacava (dessin), Nuria Sayago (couleurs), Oracle. Tome 8, Le héros, Toulon, Soleil Productions, 2017  (ISBN 978-2-3020-5963-4)[11]
- Patrice Lesparre (scénario), Roberto Jorge Viacava (dessin), Digikore studios (couleurs), Oracle. Tome 9, La Louve Toulon, Soleil Productions, 2017  (ISBN 978-2-3020-5964-1)

### Périodiques
Chez Pif Éditions, de juin 2005 à septembre 2008 :
- Patrice Lesparre (scénario et dessin) "Quentin le Seul", dans Pif Gadget no 11, juin 2005 / no 15, septembre 2005 / no 19, février 2006 / no 27, octobre 2006 / no 31, janvier 2007, cinq titres au total.
- Patrice Lesparre (scénario), Chris Malgrain (dessin) "Les Apatrides", Pif Gadget no 17, novembre 2005 / no 22, mai 2006 / n°26, août 2006 / no 30, janvier 2007 / no 35, mai 2007 / no 39, septembre 2007 / no 45, mars 2008 / no 50, septembre 2008, huit titres au total[12],[13].

Aux éditions Organic Comix :
- Patrice Lesparre (dessin) Strange Spécial Origines n° 3 bis, octobre 2007.
- Patrice Lesparre (dessin) Strange n°8, mars 2009.

Aux éditions Delcourt :
- Patrice Lesparre (dessin) Les Chroniques de Spawn n°6, mai 2006.

Chez Cyberpress Publishing :
- Patrice Lesparre (scénario), « Charlie le Coq », dans Bugs Bunny Mag no 30, , avril 2005.
- Patrice Lesparre (scénario), « Gag », dans Bugs Bunny Jeux n°32, août 2005.

Aux éditions Mon Journal Multimédias, de septembre 2004 à octobre 2012 :
- Patrice Lesparre (dessin de couverture) Cap'tain Swing n°126 à 165  / n°126, septembre 2004 / n°127, octobre 2004 / n°128, novembre 2004 / n°129, décembre 2004 / n°130, janvier 2005 / n°131, février 2005 / n°132, mars 2005 / n°133, avril 2005 / n°134, mai 2005 / n°135, juin 2005 / n°136, juillet 2005 / n°137, août 2005 / n°138, septembre 2005 / n°139, novembre 2005 / n°140, décembre 2005 / n°141, janvier 2006 / n°142, février 2006 / n°143, mars 2006 / n°144, avril 2006 / n°145, mai 2006 / n°146, juin 2006 / n°147, juillet 2006 / n°148, août 2006 / n°149, septembre 2006 / n°150, octobre 2006 / n°151, novembre 2006 / n°152, décembre 2006 / n°153, janvier 2007 / n°154, février 2007 / n°155, mars 2007 / n°156, avril 2007 / n°157, mai 2007 / n°158, juin 2007 / n°159, juillet 2007 / n°160, août 2007 / n°161, septembre 2007 / n°162, octobre 2007 / n°163, novembre 2007 / n°164, décembre 2007 / n°165, janvier 2008, quarante titres au total.
- Patrice Lesparre (scénario et dessin), « Starpower», dans Power Mania n°1 à 18, » / n°1, juillet 2008 / n°2, octobre 2008 / n°3, janvier 2009 / n°4, avril 2009 / n°5, juillet 2009 / n°6, octobre 2009 / n°7, janvier 2010 / n°8, avril 2010 / n°9, juillet 2010 / n°10, octobre 2010 / no 11, janvier 2011 / n°12, avril 2011 / n°13, juillet 2011 / n°14, octobre 2011 / no 15, janvier 2012 / n°16, avril 2012 / no 17, juin 2012 / n°18, août 2012, dix-huit titres au total.

Aux éditions Semic, de décembre 1999 à 2003 :
- Patrice Lesparre (scénario et dessin)  « Strangers » dans Planète Comics n°14, juillet 2002.
- Patrice Lesparre (scénario et dessin) "Dharkold" dans Spécial Zembla n°157 à 175 / n°157, novembre 2000 / n°158, janvier 2001 / n°159, mars 2001 / n°160, mai 2001 / n°161, juillet 2001 / n°162, septembre 2001 / n°163, novembre 2001 / n°164, janvier 2002 / n°165, mars 2002 / n°166, mai 2002 / n° 168, septembre 2002 / n°169 (scénariste), novembre 2002 / n°170, janvier 2003 / n°171, mars 2003 / n°172, mai 2003 / n°173, juillet 2003 / n°174, septembre 2003 / n°175, novembre 2003, dix-huit titres au total.
- Jean-Marc Lainé (scénario), Patrice Lesparre (dessin), « Ozark » dans Mustang, n° 311 à 313, juillet 2003 à novembre 2003
- Patrice Lesparre (dessin et dessin de couverture) Mustang n°285, décembre 1999 / n°291, juin 2000 /
- Patrice Lesparre (dessin) Rodeo n° 583, 584 / n°583, mars 2000 / n°584, avril 2000
- Patrice Lesparre (dessin) Spécial Rodeo n°166, octobre 2000.
- Patrice Lesparre (dessin et dessin de couverture) Kiwi n° 537, janvier 2000 / n°574, février 2003

### Jeux
- La Ruche, Bertrand Pidancet, Pidancet, 2006
- Escape Game : La Revanche de Moriarty, 5 scénarios pour entrer dans la tête de Sherlock Holmes, Hachette Heroes, 2021
- Escape Game : Château de Versailles, Hachette Heroes, 2021